# Список послов России в Доминиканской Республике
В статье представлен список послов России в Доминиканской Республике.
- 7—8 марта 1945 года — установлены дипломатические отношения на уровне миссий. Миссии не созданы, представители не аккредитованы.
- В 1991—2025 годах — дипломатические отношения со стороны России осуществлялись через посольство в Венесуэле.
- 15 апреля 2025 года — открыто посольство России в Доминиканской Республике[1].

## Список послов
| Срок полномочий                   | Посол                              | Годы жизни | Вручение верительных грамот | Комментарии         |
| --------------------------------- | ---------------------------------- | ---------- | --------------------------- | ------------------- |
| СССР                              |                                    |            |                             |                     |
| 15 февраля — 25 декабря 1991      | Владимир Максимович Гончаренко     | 1928—2016  |                             | По совместительству |
| Российская Федерация              |                                    |            |                             |                     |
| 25 декабря 1991 — 24 января 1992  | Владимир Максимович Гончаренко     | 1928—2016  |                             | По совместительству |
| 24 января 1992 — 25 августа 1997  | Николай Михайлович Елизаров        | 1937—2000  |                             | По совместительству |
| 25 августа 1997 — 12 августа 2000 | Валерий Иванович Морозов           | 1945—      |                             | По совместительству |
| 27 октября 2000 — 11 ноября 2004  | Алексей Александрович Ермаков      | 1951—      |                             | По совместительству |
| 11 ноября 2004 — 23 июня 2009     | Михаил Иванович Орловец            | 1950—      |                             | По совместительству |
| 23 июля 2009 — 17 февраля 2020    | Владимир Фёдорович Заемский        | 1952—      |                             | По совместительству |
| 19 марта 2020 — 11 марта 2025     | Сергей Михайлович Мелик-Багдасаров | 1968—      | 1 марта 2021                | По совместительству |
| 11 марта 2025 — настоящее время   | Алексей Викторович Середин         | 1966—      | 29 мая 2025                 |                     |